# A estación violenta
A estación violenta és una pel·lícula en gallec de 2017 dirigida i co-escrita per Anxos Fazáns, en el seu debut en llargmetratge. És una adaptació lliure de la novel·la homònima de Manuel Jabois, el guió del qual va ser escrit pel mateix Anxos Fazáns, juntament amb Daniel Froiz, Ángel Santos i Xacobe Casas.

## Argument
Explica la història de Manoel (Alberto Rolán), un escriptor fracassat que viu com pot d'escriure a diaris i a la ràdio. Un dia coneix a Claudia (Nerea Barros) i David (Xosé Barato), dos amics de la seva joventut que feia vuit anys que no veia. La Clàudia té una malaltia molt greu i el seu desig és sentir-se novament com quan era més jove abans de morir.

## Repartiment
- Alberto Rolán com Manoel
- Nerea Barros com Claudia
- Xosé Barato com David
- Antonio Durán "Morris" com traficant de drogues

## Producció
Es va rodar a Santiago de Compostel·la i a les rías Baixas.

## Guardons i nominacions
16a edició dels Premis Mestre Mateo
| Categoria         | Persona                                                 | Resultat |
| ----------------- | ------------------------------------------------------- | -------- |
| Millor director   | Anxos Fazáns                                            | Nominat  |
| Millor actor      | Alberto Rolán                                           | Nominat  |
| Millor actriu     | Nerea Barros                                            | Nominada |
| Millor guió       | Ángel Santos, Xacobe Casas, Anxos Fazáns i Daniel Froiz | Nominats |
| Millor muntatge   | Anxos Fazáns, Diana Toucedo i Iria Silvosa              | Nominats |
| Millor so         | Xavi Souto                                              | Nominat  |
| Millor fotografia | Alberte Branco                                          | Nominat  |